# Les Trois Soldats (statue)
Pour les articles homonymes, voir Les Trois Soldats.
Les Trois Soldats (en anglais The Three Soldiers) est une statue en bronze édifiée sur le National Mall à Washington en commémoration de la Guerre du Viêt Nam.
Le groupe consiste en trois jeunes hommes, habillés et armés comme au temps de la Guerre du Viêt nam, et représentant les trois communautés d'origine européenne, afro-américaine et hispanique des États-Unis. Il a été conçu en tant que complément, plus traditionnel, au Monument des anciens combattants du Vietnam ou Vietnam Veterans Memorial. La statue, dévoilée lors de la fête des anciens combattants ou Veterans Day de 1984, est l'œuvre de Frederick Hart, arrivée 3e lors de la sélection.
« Les Trois Soldats » comporte une des premières représentations d'un Afro-américain dans la sculpture publique aux États-Unis.